# Chapelle Notre-Dame-des-Ardilliers de Saumur
Pour les articles homonymes, voir Chapelle Notre-Dame.
 (février 2025).
La chapelle royale du sanctuaire marial Notre-Dame-des-Ardilliers se trouve à Saumur, sur les quais de la Loire, dans la paroisse de Saint Charles de Foucauld.

## Historique
En 1454, un agriculteur, en labourant son champ, découvre dans l'« ardille » (argile, mot qui donnera son nom, d'après la légende, à Notre-Dame-des-Ardilliers) une statuette en pierre d'une trentaine de centimètres de haut représentant une pietà. Le paysan l'emporte chez lui. À deux reprises il découvre la pietà revenue à son lieu de découverte, proche d'une fontaine déjà connue pour ses vertus bienfaisantes. Dès lors des dévotions vont commencer autour de cette statue placée dans une niche sous un arceau de pierre. 

### La chapelle originelle (1534-1613)
Jean Olivier, évêque d'Angers, jeta les fondations de la chapelle Notre-Dame-des-Ardilliers de Saumur le 1er août 1534 en présence de Jean de Castagnier maire de Saumur et de Guillaume Bourdeau, échevin. 
Mgr Gabriel Bouvery, évêque d'Angers, inaugura la nouvelle église le 30 juillet 1553.
Cette chapelle contient à l'origine neuf travées, mais deux d'entre elles seront abattues lors de la construction de la rotonde.
Il reste peu de traces de cette chapelle originelle, car son plafond a été rehaussé lors de l'installation du retable de l'abbé Choyer, et elle a été restaurée au XIXe siècle. Néanmoins il subsiste dans la sacristie un fragment de la voûte primitive.
C'était un lieu de pèlerinage. Sa fontaine était censée faire des miracles. Agrippa d'Aubigné a écrit une épigramme à son propos: 

« Que dittes vous, disoit n’agueres/Le vieil Curé des Ardillieres,/Des miracles qu’on faict ceans/A la barbe des Mescreans ?/Je responds qu’ils sont invisibles,/Vous estez, dit l’autre, terribles/Si vous ouvrez encore les yeux,/Si vos oreilles ne sont sourdes,/Tant de bourdes de ces boiteux/Qu’est-ce ? Ce sont, dis je, bourdes. »

— Agrippa d'Aubigné, Edition Réaume, t. IV, p. 372
Le clergé y présenta la "possédée" Marthe Brossier, en 1599. Dans La Confession catholique du Sieur de Sancy, Agrippa d'Aubigné écrit: 

« Ce qui me fasche le plus de ces diableries mal joüees, c’est que l’affront en est à Notre Dame des Ardilliers , car il falloit que son Curé jettast hors les Demons, par la puissance et au nom de la bonne Dame, ayans refusé de sortir au nom de Dieu : cela eust fort accreu la devotion et le nombre des Pelerins [...] »

— Agrippa d'Aubigné, La Confession catholique du Sieur de Sancy, I, 6, Œuvres, éd. H. Weber, M. Soulié, J. Bailbé, Paris, Gallimard, Bibliothèque de La Pléiade, 1969, p. 601

### La Maison des Oratoriens et les nouvelles chapelles (1614-1659)
En 1614, grâce à l'appui de Marie de Médicis, la gestion du sanctuaire est confiée à l'Ordre des Oratoriens. En 1619, ils s'installent aux Ardilliers et créent un collège royal en 1624.
Louis XIII accorde le statut de chapelle royale et les Oratoriens construisent, de 1628 à 1643, à l'est de la chapelle les bâtiments qui abriteront leur communauté, les salles de cours et les dortoirs des élèves.
À partir de 1634, Richelieu fait construire sur le mur nord de la chapelle, une chapelle à vocation votive et funéraire. Puis de 1652 à 1656, Abel Servien, surintendant des finances fait lui aussi construire une chapelle sur le flanc opposé. Il y fera inhumer son épouse.

### La nef et la rotonde (1655-1696)
Avec l'aide financière d'Abel Servien, le père Louis Abel de Saint-Marthe, supérieur de la communauté fait construire, dès 1655, la rotonde en avant de la chapelle. À la suite de la mort de Servien en 1659, les travaux s'arrêteront à la base carrée de la rotonde. Elle sera finalement terminée en 1696.
Le sculpteur Pierre Biardeau (1608-1671) travailla sur ce chantier qui lui valut quelques déboires et qui fut repris après sa mort en 1671 par le sculpteur tourangeau Antoine Charpentier. La rotonde s'élève à 32 mètres sous la voûte. La coupole surmontée du lanterneau s'élève à 50 mètres du sol. 

### Les restaurations desXIXeetXXesiècles
La chapelle est fermée pendant la Révolution. La maison des Oratoriens devient une caserne, et la rotonde est transformée en magasin de munitions. 
En 1796, les sœurs de Sainte-Anne-de-la-Providence y ouvrent un hospice pour les exclus qui devient une propriété de la ville de Saumur en 1798.
La chapelle est rendue au culte en 1799, mais elle est dégradée par l’humidité. À partir de 1849, l'architecte Charles Joly-Leterme a commencé la restauration de l'édifice. Les sœurs de Sainte-Anne-de-la-Providence sont devenues propriétaires de l’ancienne maison des Oratoriens en 1866. 
Pendant la bataille des Cadets, en juin 1940, les bombardements détruisent les charpentes de la chapelle et de la maison des Oratoriens. La voûte de la nef s'est effondrée. Les bâtiments sont restaurés entre 1947 et 1957. La charpente en chêne du dôme est remplacée par une coque en béton pour limiter la poussée sur les murs. La maison des Oratoriens a été transformée en établissement scolaire en 1953.
Un incendie est survenue en février 2025.

### Protection
La chapelle a été classée au titre des monuments historiques depuis le 6 mars 1906.

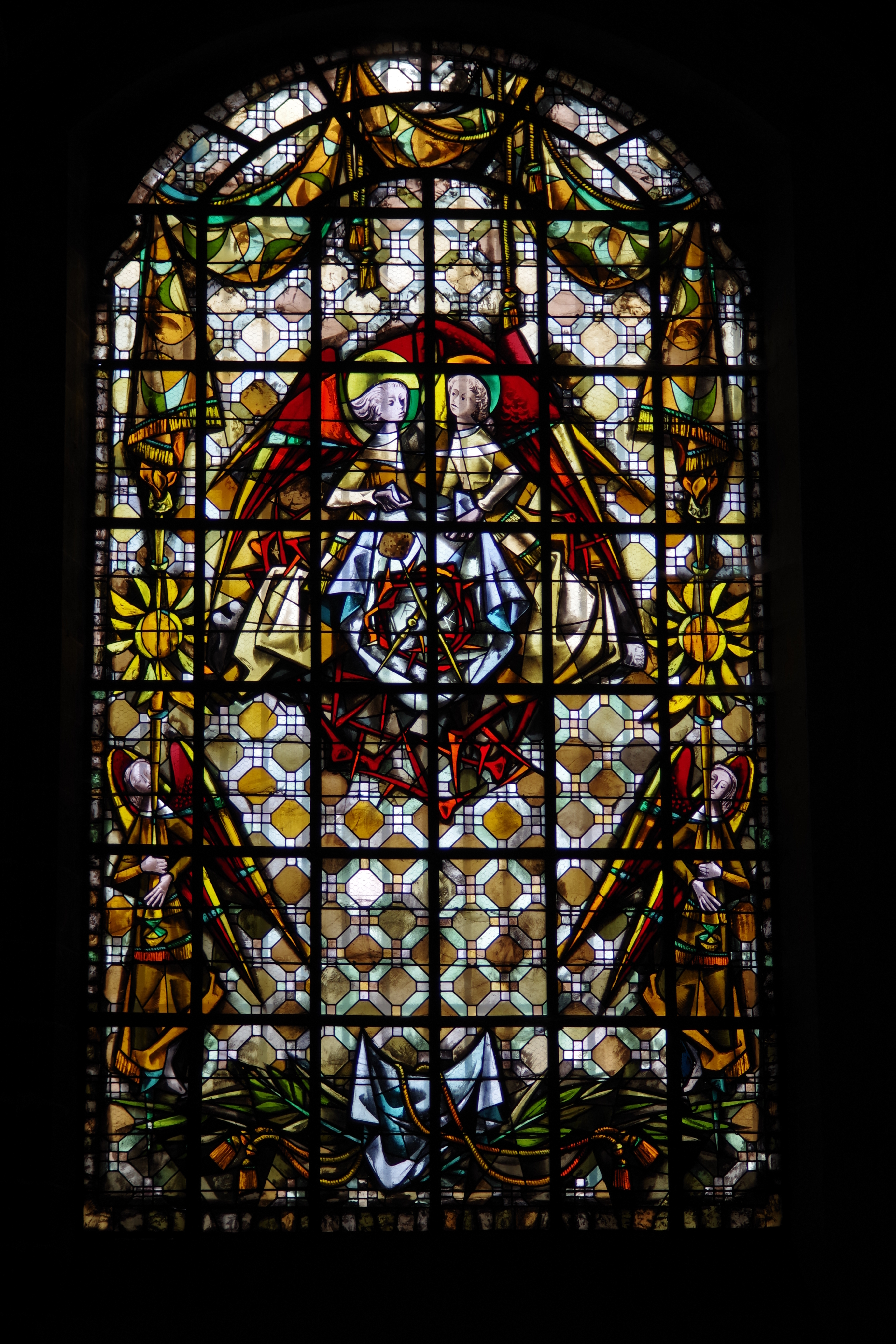
Vitrail sur la couronne d'épines, instrument de la Passion
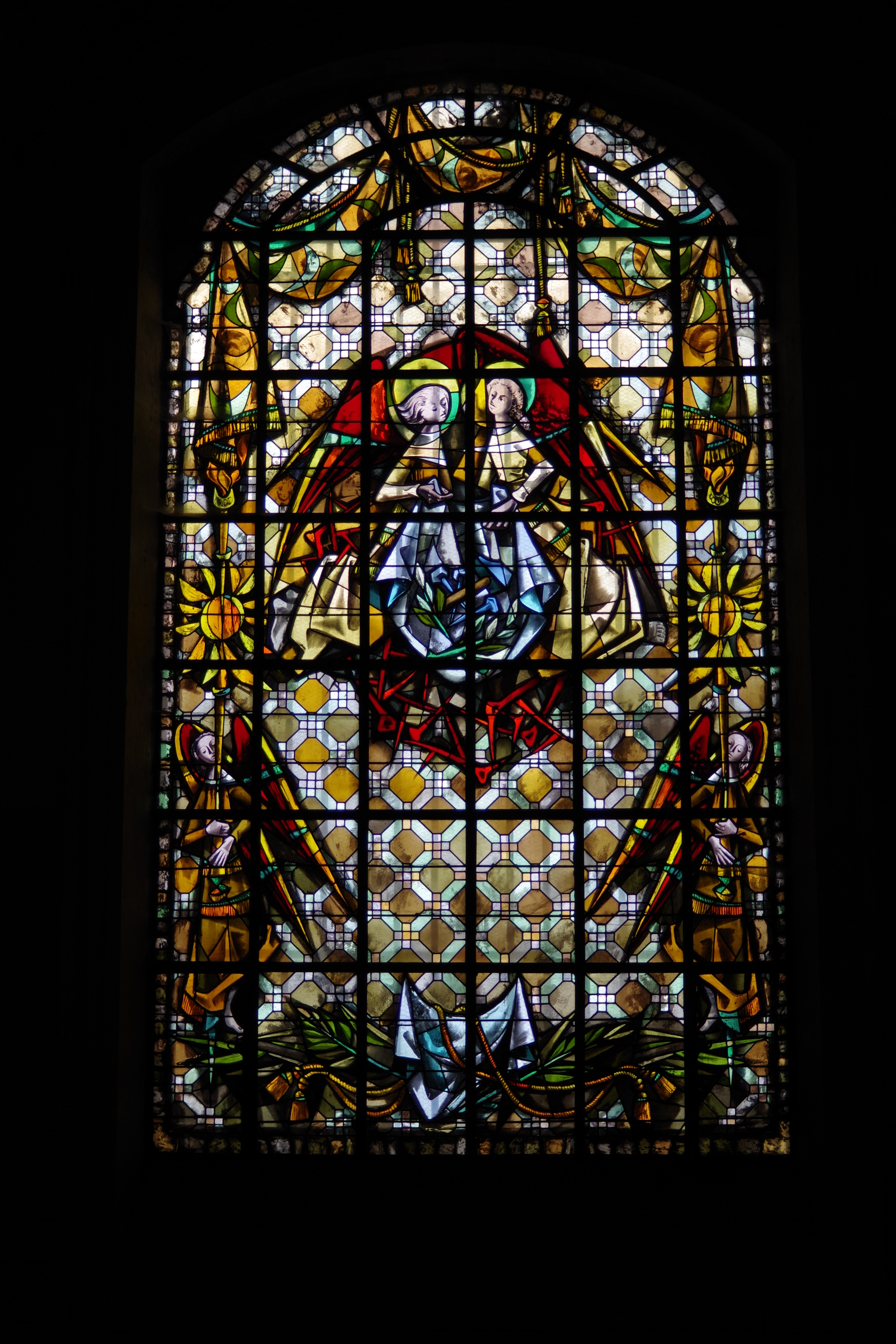
Vitrail sur le marteau et les clous, instrument de la Passion
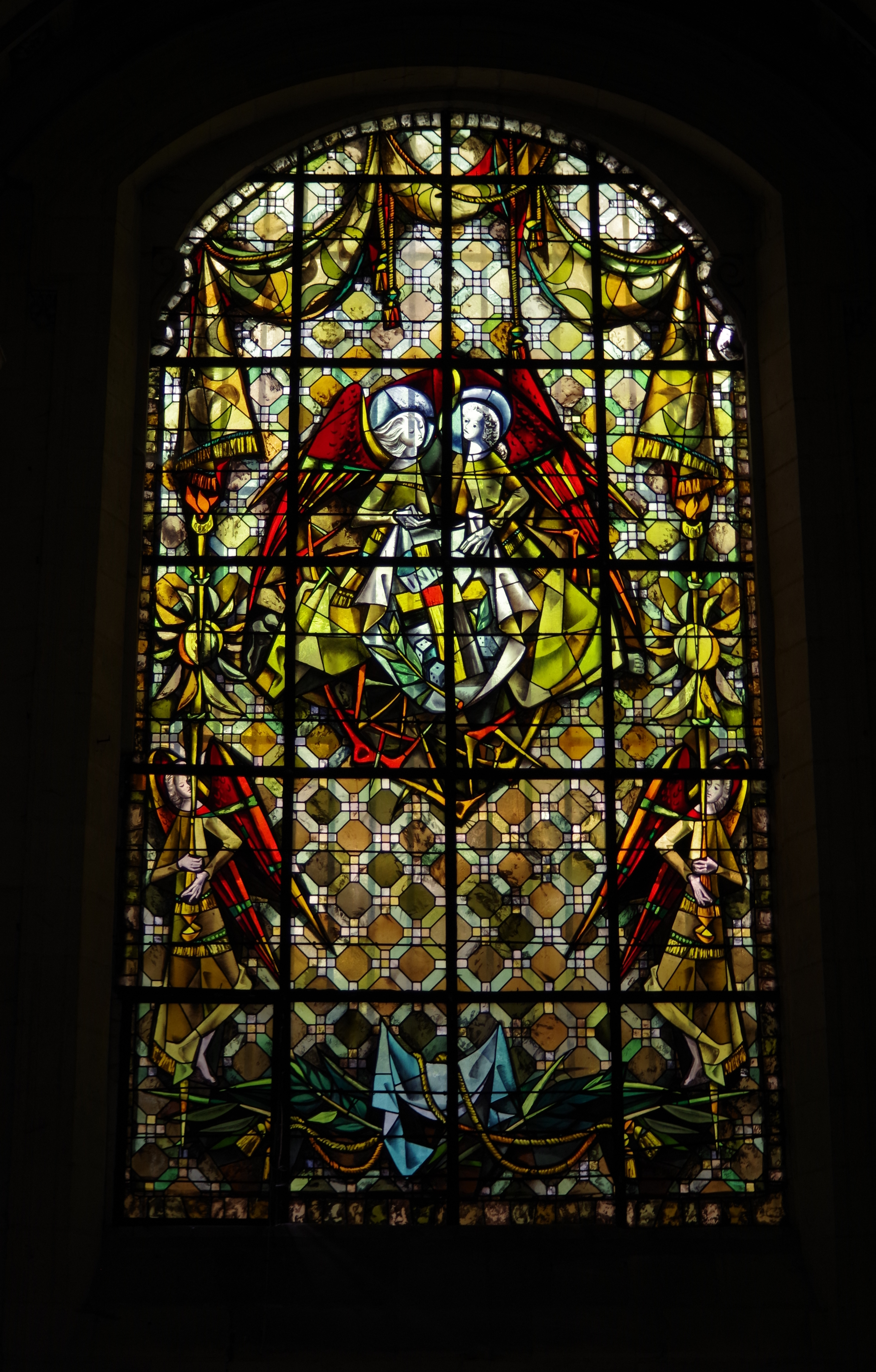
Vitrail sur la croix et les dés, instrument de la Passion